# ジェイミー・マクドネル
ジェイミー・マクドネル（Jamie McDonnell、1986年3月30日 - ）は、イギリスの元プロボクサー。 サウス・ヨークシャー州ドンカスター出身。元WBA・IBF世界バンタム級王者。
双子の弟ギャビン・マクドネルもプロボクサー。

## 来歴
1986年3月30日にスコットランド系の家庭に生まれた。
2005年9月16日、ドンカスターにあるドンカスタードームでデビュー戦を行い、6回判定勝ちを収めデビュー戦を白星で飾った。
2007年2月23日、ドンカスターにあるドンカスタードームでウェイン・ブロイとBBBofCイングランドバンタム級王座決定戦を行い、3回2分34秒TKO勝ちを収め王座を獲得した。
2007年12月8日、ランカシャー州ウィガンにあるロビン・パーク・センターにて、クリス・エドワーズとBBBofC英国スーパーフライ級王座決定戦で対戦するも、プロ初黒星となる12回1-2（114-115、113-116、116-113）の判定負けを喫し王座獲得に失敗した。
2010年1月22日、エセックス州ブレントウッドにあるブレントウッド・センター・アリーナで、BBBofC英国バンタム級王者イアン・ナパとナパの保持する王座とコモンウェルスイギリス連邦バンタム級王座決定戦対戦を行い、12回2-1（114-115、115-114、117-112）の判定勝ちを収めBBBofC英国王座の獲得、コモンウェルスイギリス連邦王座の獲得に成功した。
2010年3月20日、フランスでジェローム・アーノルド（フランス）と空位のEBU欧州バンタム級王座を賭け対戦し、10回TKO勝ちを収め王座を獲得した。
2011年1月22日、ドンカスターにあるドンカスタードームにて、シュテファーヌ・ジャモエ（ベルギー）と対戦し、12回2-0（114-113、114-114、115-113）の判定勝ちを収めEBU王座の2度目の防衛に成功した。
2011年9月3日、シェフィールドにあるヒルズボロ・スタジアムでスチュアート・ホール（イギリス）と対戦し、12回3-0（115-113、116-114、116-113）の判定勝ちを収めコモンウェルスイギリス連邦王座は2度目、EBU王座は3度目の防衛に成功、BBBofC英国王座への返り咲きに成功した。
2012年3月3日、シェフィールドにあるヒルズボロ・スタジアムでアイヴァン・ポソ（スペイン）と対戦し、2回2分11秒TKO勝ちを収めEBU王座の4度目の防衛に成功した。
2012年10月20日、シェフィールドにあるモーターポイント・アリーナ・シェフィールドにて、IBF世界バンタム級王者レオ・サンタ・クルスへの挑戦権を賭け、ダーウィン・ザモラ（ニカラグア）と対戦。6回にザモラの目尻を有効打でカットし有利に進め、8回ザモラの目尻が腫れて視界を塞いだため棄権。サンタ・クルスへの挑戦権を獲得した。
2013年5月11日、ドンカスターにあるキープモート・スタジアムにて、レオ・サンタ・クルスが返上したIBF世界バンタム級王座の決定戦で、IBF世界バンタム級3位のフリオ・セハ（メキシコ）と対戦し、12回2-0（114-114、118-110、115-113）の判定勝ちを収め王座獲得に成功した。

### IBF王座剥奪
2013年10月18日、マクドネルがヴィシー・マリンガとの指名試合を行わなかったことで、IBF世界バンタム級王座を剥奪された。
2014年5月31日、ロンドンにあるウェンブリー・スタジアムにて、カール・フローチ対ジョージ・グローブスの前座で、WBA世界バンタム級レギュラー王座決定戦でWBA世界バンタム級3位のタプティムデーン・ナ・ラチャワッと対戦し、10回2分0秒TKO勝ちを収め王座獲得に成功した。
2014年11月22日、リヴァプールのエコー・アリーナ・リヴァプールにてネイサン・クレバリー対トニー・ベリューの前座でウァルベルト・ラモスと対戦予定だったが、ハビエル・チャコンとの対戦に変更となった。試合は10回開始早々にチャコンの右肩が脱臼したため10回39秒TKO勝ちを収め、初防衛に成功した。
2015年5月9日、アメリカ・テキサス州イダルゴのステート・ファーム・アリーナにて、オマール・フィゲロア対リッキー・バーンズの前座でWBO世界バンタム級王者亀田和毅と王座統一戦で対戦する予定だったが、同年3月にWBOのフランシスコ・バルカルセル会長が「マクドネルはWBOのランキングにランクインすらしていない。WBOが認めるWBA王者はパヤノ一人」、「我々の許可を得ずにWBO王者が他団体の王者と対戦した場合、直ちに王座を剥奪される恐れがある」とツイッターで発信、WBOも公式ツイッターで「我々は一階級に一人の王者だけ認めている。我々は亀田対マクドネルを統一戦とは認めることが出来ない。パヤノがWBAの王者だ」と発信した。同年4月21日にはWBOが正式にWBA世界バンタム級スーパー王者のファン・カルロス・パヤノがマクドネルより上位の王者として在位していることを理由にジェイミー・マクドネル対亀田和毅戦をWBA・WBO世界バンタム級王座統一戦とは認めないと発表し、試合を強行した場合は亀田和毅のWBO王座剥奪も辞さないと警告した。その結果、亀田が同年4月24日にWBO世界バンタム級王座を返上した為、試合はマクドネルが保持するWBA世界バンタム級王座に亀田和毅が挑戦する形で行われ、3回にプロ初のダウンを喫したものの、5回から反撃を開始し体格で勝るマクドネルが押し気味に試合を進め、12回3-0（3者とも114-113）の判定勝ちを収め、2度目の防衛に成功した。
2015年9月6日、テキサス州コーパスクリスティのアメリカン・バンク・センターにてアンソニー・ディレルVSマルコ・アントニオ・ルビオの前座でWBA世界バンタム級4位の亀田和毅とダイレクトリマッチで再戦し、12回3-0（116-111、115-112、117-110）の判定勝ちを収め4ヵ月ぶりの再戦を制し、3度目の防衛に成功した。
2016年4月9日、O2アリーナでWBA世界バンタム級15位のフェルナンド・バルガスと対戦し、9回2分39秒KO勝ちを収め、4度目の防衛に成功した。当初は元IBF世界スーパーフライ級王者ファン・アルベルト・ロサスと対戦する予定だったが怪我をした為、バルガスに変更された。
2016年11月12日、モンテカルロのモンテカルロ・スポーティングで元WBA世界スーパーフライ級王者でWBA世界バンタム級2位のリボリオ・ソリスと対戦し、12回3-0（116-112、115-113、117-111）の判定勝ちを収め、5度目の防衛戦に成功した。
2017年11月4日、モンテカルロのカジノ・ド・モンテカルロ内サル・メディシンでWBA世界バンタム級3位のリボリオ・ソリスとダイレクトリマッチで再戦し、3回開始から程なくして偶然のバッティングでマクドネルが左眉上をカットし一度は試合が再開されたものの、主審が試合を止めリングドクターがマクドネルの傷の状態がひどく試合続行不可能と判断すると無判定と宣告され試合終了。5ヵ月ぶりの再戦は3回2分45秒無判定という結果になったが6度目の防衛に成功した。。
2018年5月25日、大田区総合体育館で世界2階級制覇王者でWBA世界バンタム級2位の井上尚弥と対戦し、初回1分52秒TKO負けを喫し7度目の防衛に失敗、王座から陥落した。マクドネルは減量に苦しみ、前日計量を1時間10分ほど遅刻してまでギリギリの減量を行った後に脱水症状を起こし、試合当日には1日で12kgも体重を回復させるなど、減量苦でバンタム級での出場に難しさを見せた。
2019年6月29日、王座陥落後の復帰戦となるノンタイトル6回戦でクリスチャン・ナルバエス（ニカラグア）に判定で勝利した。
2020年7月、井上戦後、離婚により妻子と別れ、うつ病を発病し、以前はファイトマネーの大部分を余暇や服などに費やしていたが、建設現場で働きながらトレーニングに励んでいると報道された。
2021年5月、引退を発表した。

## 戦績
- プロボクシング：35戦 30勝（13KO）3敗 1分 1無効試合

| 戦           | 日付           | 勝敗 | 時間     | 内容    | 対戦相手                         | 国籍         | 備考 |
| ------------ | -------------- | ---- | -------- | ------- | -------------------------------- | ------------ | --- |
| 1            | 2005年9月16日  | ☆    | 6R       | 判定    | ニール・リード                   | イギリス     | |
| 2            | 2005年12月2日  | ☆    | 6R       | 判定    | デルロイ・スペンサー             | イギリス     | |
| 3            | 2006年3月3日   | ☆    | 6R       | 判定    | ゲイリー・シェイル               | イギリス     | |
| 4            | 2006年4月21日  | △    | 4R       | 判定    | ニール・マーストン               | イギリス     | |
| 5            | 2006年6月9日   | ☆    | 4R       | 判定    | ダイ・デービス                   | イギリス     | |
| 6            | 2006年10月13日 | ☆    | 4R       | 判定    | ウェイン・ブロア                 | イギリス     | |
| 7            | 2006年12月1日  | ☆    | 3R 2:22  | TKO     | アンディ・ベル                   | イギリス     | |
| 8            | 2007年2月23日  | ☆    | 3R 2:34  | TKO     | ウェイン・ブロア                 | イギリス     | BBBofCイングランドバンタム級王座決定戦                                                                      |
| 9            | 2007年9月21日  | ☆    | 8R       | 判定    | ニキータ・ルーキン               | ジョージア   | |
| 10           | 2007年12月8日  | ★    | 12R      | 判定1-2 | クリス・エドワーズ               | イギリス     | BBBofC英国バンタム級王座決定戦                                                                              |
| 11           | 2008年3月28日  | ★    | 8R       | 判定0-1 | リー・ハスキンス                 | イギリス     | |
| 12           | 2008年9月19日  | ☆    | 5R 0:45  | TKO     | アンソニー・ハンナ               | イギリス     | |
| 13           | 2008年10月25日 | ☆    | 6R       | 判定    | アラン・ボーネル                 | フランス     | |
| 14           | 2009年2月14日  | ☆    | 3R 1:27  | TKO     | クラスタン・クラスタノフ         | ブルガリア   | |
| 15           | 2009年12月4日  | ☆    | 1R 2:27  | TKO     | ジェームズ・アンクリフ           | イギリス     | |
| 16           | 2010年1月22日  | ☆    | 12R      | 判定2-1 | イアン・ナパ                     | イギリス     | BBBofC英国バンタム級タイトルマッチ コモンウェルス英連邦バンタム級王座決定戦                                 |
| 17           | 2010年3月20日  | ☆    | 10R      | TKO     | ジェローム・アーノルド           | フランス     | EBU欧州バンタム級王座決定戦                                                                                 |
| 18           | 2010年7月2日   | ☆    | 3R 2:53  | TKO     | ロドリゴ・ブラッコ               | チリ         | EBU防衛1 |
| 19           | 2011年1月22日  | ☆    | 12R      | 判定2-0 | シュテファーヌ・ジャモエ         | ベルギー     | EBU防衛2 |
| 20           | 2011年5月28日  | ☆    | 12R      | 判定3-0 | ニック・オティエノ               | ケニア       | コモンウェルス防衛1                                                                                         |
| 21           | 2011年9月3日   | ☆    | 12R      | 判定3-0 | スチュアート・ホール             | イギリス     | BBBofC英国・コモンウェルス英連邦・EBU欧州バンタム級王座統一戦 EBU防衛3・コモンウェルス防衛2・BBBofC英国獲得 |
| 22           | 2012年3月3日   | ☆    | 2R 2:11  | KO      | イバン・ポソ                     | スペイン     | EBU防衛4 |
| 23           | 2012年10月20日 | ☆    | 8R 終了  | TKO     | ダルウィン・サモラ               | ニカラグア   | |
| 24           | 2013年5月11日  | ☆    | 12R      | 判定2-0 | フリオ・セハ                     | メキシコ     | IBF世界バンタム級タイトルマッチ                                                                             |
| 25           | 2013年11月23日 | ☆    | 7R 1:47  | TKO     | バーナード・イノム               | フランス     | |
| 26           | 2013年12月14日 | ☆    | 8R       | 判定    | アビゲイル・メディナ             | スペイン     | |
| 27           | 2014年5月31日  | ☆    | 10R 2:00 | TKO     | タプティムデーン・ナラチャワット | タイ         | WBA世界バンタム級王座決定戦                                                                                 |
| 28           | 2014年11月22日 | ☆    | 10R 0:39 | TKO     | ハビエル・チャコン               | アルゼンチン | WBA防衛1 |
| 29           | 2015年5月9日   | ☆    | 12R      | 判定3-0 | 亀田和毅（亀田）                 | 日本         | WBA防衛2 |
| 30           | 2015年9月6日   | ☆    | 12R      | 判定3-0 | 亀田和毅（亀田）                 | 日本         | WBA防衛3 |
| 31           | 2016年4月9日   | ☆    | 9R 2:39  | KO      | フェルナンド・バルガス           | メキシコ     | WBA防衛4 |
| 32           | 2016年11月12日 | ☆    | 12R      | 判定3-0 | リボリオ・ソリス                 | ベネズエラ   | WBA防衛5 |
| 33           | 2017年11月4日  | -    | 3R 2:33  | NC      | リボリオ・ソリス                 | ベネズエラ   | WBA防衛6 |
| 34           | 2018年5月25日  | ★    | 1R 1:52  | TKO     | 井上尚弥（大橋）                 | 日本         | WBA陥落 |
| 35           | 2019年6月28日  | ☆    | 6R       | 判定3-0 | クリスティアン・ナルバエス       | ニカラグア   | |
| テンプレート |                |      |          |         |                                  |              | |

## 獲得タイトル
- BBBofCイングランドバンタム級王座
- BBBofC英国バンタム級王座
- コモンウェルスイギリス連邦バンタム級王座
- EBU欧州バンタム級王座
- IBF世界バンタム級王座（防衛0=剥奪）
- WBA世界バンタム級レギュラー王座（防衛6）